# Pharasman IV d'Ibérie
Pharsman ou Pharasman IV d’Ibérie (en géorgien : ფარსმან IV, latinisé en Pharasmanes) est un roi d’Ibérie de la dynastie des Chosroïdes, ayant régné de 406 à 409. 

## Biographie
Il est le fils de Varaz-Bakour II d'Ibérie et de la fille de Bacurius, vitaxe de Gogarène. La Chronique géorgienne indique qu’il a un règne court de trois ans au cours duquel il multiplie les croix et construit une église à Bolnis avant de mourir. 
Après avoir demandé des secours qui lui sont accordés par l’Empire romain d’Orient, il se serait révolté contre les Perses et aurait cessé de leur payer tribut.